# Überseksueel
Een überseksueel is een man die de culturele ontwikkeling en de passie van een metroseksueel heeft maar niet op een vrouwelijke wijze met zijn uiterlijk (bijvoorbeeld kledij en haartooi) bezig is.  De term werd in 2005 door Marian Salzman, Ira Matathia en Ann O'Reilly geïntroduceerd in het boek Future of Men, als opvolger van de metroseksueel. De term werd echter nooit zo bekend als de "metroman". 
Bono, de zanger van rockband U2, wordt door Salzman voorgedragen als typevoorbeeld van de überseksueel.  Maar hij is niet alleen: "De überseksueel is een mannelijke man zoals Brad Pitt, George Clooney en Guy Ritchie. De überseksuele man is geen macho. Hij heeft zelfvertrouwen en klasse en wil kwaliteit op alle vlakken van zijn leven. Het is een sensuele man. Zijn doel is niet een grote auto kopen, maar ervaringen opdoen." (Aanhaling in De Morgen van 20 augustus 2005)